# 全米鉄鋼労働組合
全米鉄鋼労働組合（ぜんべいてっこうろうどうくみあい、英：United Steelworkers：USW）はアメリカ合衆国において鉄鋼他に従事する労働者による労働組合、ロビー活動団体。正式名称はUnited Steel, Paper and Forestry, Rubber, Manufacturing, Energy, Allied Industrial and Service Workers International Union
1942年に設立し本部はピッツバーグにあり、アルバ・カナダ・アメリカに約86万以上の労働者を組合員に抱える。